# Stenolagnia

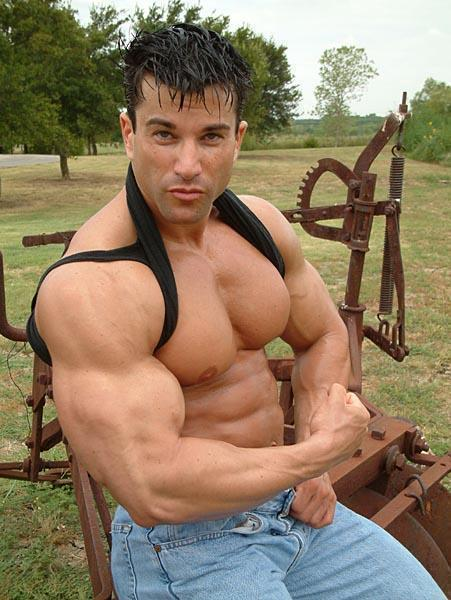
Un possibile "dominante"

La stenolagnia (anche nota come venerazione muscolare o culto muscolare) è la parafilia legata al culto di un corpo muscoloso.

## Modalità
Un partecipante (l'adoratore) tocca i muscoli di un altro partecipante (il dominante) con lo scopo di causare l'eccitazione sessuale a uno dei due o a entrambi. La pratica del culto dei muscoli può coinvolgere anche varie prese di wrestling, il sollevamento pesi, lo sfregamento, il massaggio e/o la leccatura del corpo da parte dell'adoratore nei confronti del dominante. Sebbene i partecipanti al culto muscolare possano essere di qualsiasi genere o orientamento sessuale il dominante (spesso un bodybuilder professionista, un atleta o un wrestler) è quasi sempre un individuo con una grossa corporatura o un alto grado di massa muscolare visibile, mentre l'adoratore è spesso, ma non sempre, più magro o più piccolo.

## Background
L'Encyclopedia of Unusual Sex Practices (enciclopedia delle pratiche sessuali insolite) definisce la stenolagnia come: "eccitazione sessuale derivata dalla forza o dai muscoli". Come per molte pratiche relative al BDSM la quantità di forza e eventualmente di dolore coinvolti nella pratica dipende dai desideri dei partecipanti. Infatti esistono anche pratiche di culto muscolare che non sono collegabili al BDSM e venerano il dominante desiderando da questo molta attenzione e dolcezza: in questo casi i dominanti prendono il nome di daddy (indipendentemente dall'età che hanno). Mentre alcuni dominanti potrebbero usare le loro dimensioni e la loro forza per sottomettere fisicamente un adoratore più piccolo, costringendo quell'adoratore a entrare in contatto con i suoi muscoli, altri potrebbero solo mostrare i loro muscoli per permettere all'adoratore il contatto e la venerazione.